# Schmölln-Putzkau
Schmölln-Putzkau (hornolužickosrbsky Smělna-Póckowy) je obec v Horní Lužici v německé spolkové zemi Sasko. Nachází se v zemském okrese Budyšín a má přibližně 3 000 obyvatel.

## Geografie
Obec leží asi 14 km jihozápadně od okresního města Budyšín. Většina území náleží ke Šluknovské pahorkatině, která na severozápadě hraničí se Západolužickou pahorkatinou a vrchovinou. Nejvyšším vrcholem obce je Valtenberg (586 m). Nejvýznamnějšími vodními toky jsou Wesenitz a Hoyerswerdaer Schwarzwasser. Obcí prochází železniční trať Bischofswerda – Žitava.

## Historie
Schmölln byl založen patrně ve 12. století, první zmínka o Putzkau pochází z roku 1344. Obec s názvem Schmölln-Putzkau vznikla k 1. březnu 1994 sloučením tří do té doby samostatných obcí.

## Správní členění
Neukirch se dělí na 4 místní části. Názvy v hornolužické srbštině jsou uvedeny v závorce:
- Neuschmölln (Nowa Smělna)
- Putzkau (Póckowy)
- Schmölln (Smělna)
- Tröbigau (Trjechow)

## Pamětihodnosti
- kostel Panny Marie v Putzkau
- evangelický kostel ve Schmöllnu
- železniční viadukt v Putzkau
- zámek ve Schmöllnu

## Osobnosti
- Friedrich Alwin Schade (1881–1976) – botanik
- Harald K. Schulze (* 1952) – malíř a kreslíř